# فاتو دیومه
فاتو دیومه (به فرانسوی: Fatou Diome) نویسنده قرن بیستم میلادی اهل سنگال است. او که به خاطر رمان پرفروشش «شکم آتلانتیک» که در سال ۲۰۰۱ منتشر شد، شناخته شده‌است زندگی مهاجران را در فرانسه و رابطه بین فرانسه و آفریقا را بررسی می‌کند.